# PP-19 Bizon
Bizon je novejša ruska brzostrelka, ki sta jo leta 1993 zasnovala Viktor Kalašnikov in Aleksej Dragunov. Značilnosti te brzostrelke sta, da ima kar 60 % delov enakih kot serija jurišnih pušk Kalašnikov AK-100 in magazin, ki odvisno od kalibra lahko sprejme 45 - 64 nabojev.
Originalna konstrukcija je bila izdelana za kaliber 9×18 mm, ki je uporabljen za večino izpeljank. Nekatere izpeljanke pa so izdelane za naboje kalibra 9×19 mm Parabellum in 7,62×25 mm Tokarev, kar omogoča povečan domet in prebojnost.
Posebno mesto pri konstrukciji zajemata sam strelni mehanizem in zasnova ohišja, saj sta izdelana tako, da kljub visoki hitrosti streljanja (650 - 700 nabojev na minuto) zmanjšujeta trzanje orožja, kar prispeva k natančnemu avtomatskemu ognju.
Brzostrelka ima zložljivo kopito, kar omogoča prikrito nošenje, glede na zahteve pa jo je možno opremiti tudi z različnimi dodatki, kot so optični namerilci, razbijalec plamena in dušilec poka.
Trenutni uporabniki so ruske specialne enote.